# Provincia de Huánuco
La provincia de Huánuco es una de las once que conforman el departamento de Huánuco, en Perú. Limita por el norte con las provincias de Leoncio Prado y Dos de Mayo, por el este con Pachitea, por el sur con Ambo y por el oeste con Lauricocha y Yarowilca.
Desde el punto de vista jerárquico de la Iglesia católica, forma parte del diócesis de Huánuco.

## Toponimia
El nombre parece haber venido de *wanaku 'guanaco', donde la a pasó a u por algún proceso de asimilación.

## Historia
Fue creado como parte del departamento de Huánuco por decreto ley del 4 de noviembre de 1823.

## Geografía
El término provincial de Huánuco consta de una accidentada sección de la cuenca del río Huallaga de cuatro mil kilómetros cuadrados que comprende una porción mayor de sierra y una menor de ceja de selva al noreste. Las zonas más altas se encuentran en los extremos suroeste y noroeste, cercanos a la divisoria de aguas con la cuenca del Marañón. El mencionado río Huallaga ingresa desde el límite oriental con la provincia de Ambo con sentido norte y cambia de dirección hacia el oeste, formando el valle donde se emplaza la capital departamental. El río dibuja el límite con la provincia de Pachitea al sur y vuelve a cambiar su recorrido retomando sentido norte. En adelante cruza el extremo noreste del departamento, ya en zona de selva, y cruza la frontera con la provincia de Leoncio Prado. Los tributarios de la margen izquierda han formado quebradas alineadas paralelamente, entre estos cauces destacan los de los ríos Higueras y Quera.

## División administrativa
La provincia tiene una población de 261 499 habitantes con 71 487 viviendas y esta dividiva en 13 distritos.
| Distritos de la provincia de Huánuco | Distritos de la provincia de Huánuco | Distritos de la provincia de Huánuco |
| Distrito                             | Ley                                  | Fecha                                |
| ------------------------------------ | ------------------------------------ | ------------------------------------ |
| Huánuco                              |                                      | Época indep.                         |
| Amarilis                             | 23419                                | 1 de junio de 1982                   |
| Chinchao                             | s/n                                  | 2 de enero de 1857                   |
| Churubamba                           | 547                                  | 4 de octubre de 1921                 |
| Margos                               | 202                                  | 10 de septiembre de 1906             |
| Pillco Marca                         | 27258                                | 5 de mayo de 2000                    |
| Quisqui (Kichki)                     | 12564                                | 26 de enero de 1956                  |
| San Francisco de Cayrán              | 12311                                | 10 de mayo de 1955                   |
| San Pedro de Chaulán                 | 8274                                 | 16 de mayo de 1936                   |
| Santa María del Valle                |                                      | Época indep.                         |
| Yarumayo                             | 10179                                | 17 de enero de 1945                  |
| Yacus                                | 29540                                | 14 de junio de 2010                  |
| San Pablo de Pillao                  | 30379                                | 7 de diciembre de 2015               |

## Autoridades

### Regionales
- Consejeros regionales
  - 2019-2022[2]

  1. Ascanio Américo Cárdenas Quispe (Avanzada Regional Independiente Unidos por Huánuco)
  2. Juan Emerson Ferrer Fabián (Acción Popular)
  3. Tula Zúñiga Briceño (Movimiento Político Cambiemos X Hco)

### Municipales
- 2019-2022[2]
  - Alcalde: José Luis Villavicencio Guardia, de Acción Popular.
  - Regidores:

  1. Silvia Dalila Sullca Parra (Acción Popular)
  2. Juvenal Aquino Condezo (Acción Popular)
  3. Raúl Cruz Esteban (Acción Popular)
  4. Ruth Nataly Sánchez Berrospi (Acción Popular)
  5. Rudy Primo Fabián (Acción Popular)
  6. Wilmer Alvarado Garay (Acción Popular)
  7. Ignacio Sayes Cajas (Acción Popular)
  8. Luis Jherson Cruz Ortega (Acción Popular)
  9. Juan Manuel Vivanco Osorio (Solidaridad Nacional)
  10. Héctor Morales Cárdenas (Solidaridad Nacional)
  11. Varinia Calvo Gómez (Avanzada Regional Independiente Unidos por Huánuco)
  12. Carmen Elvira Zavalaga Bustos (Movimiento Político Cambiemos x Huánuco)
  13. Wuilmer Alberto Sánchez Pérez (Avanza País - Partido de Integración Social)

## Festividades
- Agosto: Aniversario de la fundación de la ciudad de Huánuco
- Octubre: Señor de Burgos